# Франсоа Вийон
Франсоа Вийон (на френски: François Villon) (истинска фамилия – дьо Монкорбие́ (de Montcorbier), Монкорбие (Montcorbier) или де Лож (des Loges)); роден между 1 април 1431 и 19 април 1432 в Париж, – годината и мястото на смъртта са неизвестни (след 1463, но не по-късно от 1491)) — сред последните поети на Средновековието (Шарл Орлеански се счита за последния поет на Френското Средновековие).

## Биография
Вийон остава почти непознат за своето време и е преоткрит през 16 век, когато произведенията му са публикувани от Клеман Маро.
Роден през 1431 г. в Париж, произхожда от бедно семейство, но с подкрепата и грижите на Гийом дьо Вийон, от когото получава и фамилното си име, завършва Сорбоната и добива званието „магистър на изкуствата“.
Увлича се в бурния и разгулен живот на неспокойното парижко студентство.
Вечерта на 5 юни 1455 година е нападнат с нож от свещеника Филип Сермоаз. В завързалата се борба – очевидно заради жена – Вийон смъртно ранява своя противник и, скривайки се от съда, е принуден да напусне Париж. Това убийство, акт на самозащита, напълно позволено от обичаите, не изиграва никаква роля за по-нататъшната му съдба. Самият Сермоаз в предсмъртния си миг прощава на своя убиец, признавайки се за нападател. Кралският съд, до който Вийон подава две жалби, го обявява за невинен. Обаче през седемте месеца скитания далече от Париж, времето докато Вийон чака съдебното оправдаване и остава без пари, и се свързва с професионални престъпници. Към октомври, както се подозира, е причастен към два грабежа.
Вийон се връща в Париж в началото на 1456 година. В нощта на Рождество същата година той заедно с трима съучастници извършва ограбване на Наварския колеж, похищавайки сума от петстотин златни екю, която крадците веднага поделят. След това Вийон благоразумно предпочита навреме да напусне Париж.
В нощта на грабежа пише първото си значимо произведение – сатирично послание към приятелите „Les legs“ („legs“ – „статии“, „пунктове“), впоследствие наречено „Le petit testament“ (Малкото завещание). Кражбата е открита след няколко месеца, при това известни стават и имената на участниците. Естествено, да се върне в Париж, за Вийон вече е невъзможно.
През следващите пет години той скита, като обхожда цялата страна от Ла-Манш (Бретон) до Средиземно море (Русильон).

## При двора на херцог Шарл Орлеански в Блоа
Не за дълго време Вийон се намира при двора на Шарл Орлеански в Блоа. За конкурса за балади на тема „Край извора от жажда ще загина“, поръчана от херцог Шарл Орлеански на поетите от обкръжението му и многократно разработвана от самия херцог, Вийон написва знаменити стихове, известни под названието „Балада на конкурса в Блоа“. Според условията на конкурса, поетите следва да напишат развлекателно (пародийно) стихотворение, но стихотворението на Вийон се оказва не смешно и лековато, а пълно с философски трагизъм.

## От затвор в затвор
През лятото на 1460 г. Вийон попада в орлеанския затвор и чака екзекуцията си, която избягва само по една случайност. Орлеан е посетен от семейството на херцога, и в чест пристигането на тригодишната принцеса Мария (дъщеря на Шарл Орлеански) в своето наследствено владение затворниците, съгласно обичая, се освобождават от затвора. През октомври 1461 г. Вийон е в затвора в град Мен сюр Луар, но новият крал Луи XI, минавайки за коронацията си, преминава през Мен. За ознаменуването на това събитие, поетът и другите арестанти получават опрощаване. В края на същата година Вийон се връща в Париж и с предчувствие на близката си смърт създава своите най-добри произведения: „Epitaphe“ (Епитафия), влязла в лирическия цикъл „Codicille“, и „Testament“ (Завещание), впоследствие наречено „Le grand testament“ (Голямо завещание).
Освен тези произведения, на Вийон принадлежат ред отделни балади, включително и не достигналата до нас студентска поема „Le Romant de Pêt-au-Deable“ (съществуването на която някои изобщо оспорват), седем балади на жаргона на крадците (dubia), не напълно разшифровани (тях не ги разбират още в началото на XVI век).
През ноември 1462 г. Вийон е арестуван по подозрение в кражба, което е по-скоро неоснователно. След няколко дни го пускат на свобода. В същия месец в улично сбиване, започнато от приятели на Вийон, е тежко ранен папският нотариус. Макар че самият Вийон само присъства на сбиването, без да взема в него участие, той отново е хвърлен в затвора, осъден на обесване (тогава той написва знаменитата си „Балада за обесените“ и „Катрен“).
Смъртната присъда е отменена и заменена с изгнание от Париж и областта. Оттогава следите му се губят, а заедно с това започват легендите.

## Влияние върху Вийон
Силно влияние за реализма и пародийността у Вийон оказват поетите-буржоа XIII—XIV век (Рютбьоф, Жан дьо Мьон – автор на продължението на „Романа за розата“), и също както е доказано впоследствие, фламандският фолклор с неговия натурализъм; а върху философската страна на творчеството на Вийон повлияват поетите на XIV век (Есташ Дешан, Кристина Пизанска, Ален Шартие).

## Влияние от Вийон
Първата книга от френската лирика, отпечатана типографски, е тази със стиховете на Вийон. Маро преиздава през 1533 г. поетическото наследство на Вийон.
Вийон оказва огромно влияние на поетите от края на средновековието и началото на Ренесанса (Пиер Гренгоар, Клеман Маро, даже на Франсоа Рабле), както и на сатириците и реалистите от XVII век (Матюрен Рение, Лафонтен, отчасти на Молиер).
С похвала се отнасят за Вийон, Никола Боало и Волтер; през XIX век пред Вийон се прекланят и романтиците (Теофил Готие) и Пиер-Жан дьо Беранже, силно напомнящ на Вийон. Сред парнасците особено близки до Вийон по характер на своята поезия са Жан Ришпен и Морис Ролина; немалко общо с Вийон имат Пол Верлен и Тристан Корбиер.
Своята популярност в Англия Вийон дължи на прерафаелитите и Робърт Луис Стивънсън.
Гийом IX Трубадур понякога наричат „Вийон на XII век“.

## Вийон в литературата и изкуството
- Франсоа Рабле в четвъртата си книга „Пантагрюел“ говори за две апокритически съобщения от късните години на Вийон – шутът при двора на английския крал и постановчика на мистерии в Поату. Когато питат Панург, къде са натрупаните от него богатства, той отвръща: „А къде е миналогодишния сняг? – Това е главният въпрос, който е винаги е вълнувал парижкия поет Вийон“.
- Текстовете на Франсоа Вийон вдъхновяват метъл групата „Епизод“ в нейните начални изяви на българската музикална сцена.[1]

## Основни произведения
- 1446 – Les Lais (или Petit Testament; Малко завещание)
- 1461 – Le Testament (или Grand Testament; Голямо завещание)
- 1463 – Ballade des pendus (Балада за обесените)